# Xenorracismo
O xenorracismo é uma forma de preconceito que se assemelha ao racismo, mas é exibido por membros de um grupo racial em relação a outros membros do mesmo, ou é exibido em relação a membros de um grupo racial indistinguível que pode não ter diferenças fenotípicas, mas é percebido como estranho, estrangeiro, outro ou culturalmente inferior.

## Origens e evolução
O termo foi cunhado pelo estudioso de raça e racismo Ambalavaner Sivanandan e expandido por outros estudiosos como Liz Fekete. Sivanandan definiu em seu artigo de 2001 A pobreza é uma nova forma de preconceito como "xenofobia que carrega todas as marcas do antigo racismo, exceto que não é codificado por cores. É racismo em substância, embora em forma étnica." Fekete expandiu o termo para descrever a islamofobia na Europa, sugerindo que o mesmo fenômeno afeta comunidades que se estabeleceram na Europa por décadas e antes eram mais integradas, mas cujos membros agora são vistos como estrangeiros, embora os estudiosos ainda estejam discutindo se esse termo deveria de fato se aplicar a um contexto mais amplo.

## Uso
O termo xenorracismo tem sido usado para descrever o racismo experimentado por migrantes econômicos brancos da Europa Oriental na Europa Ocidental na virada do século 21, após a queda do comunismo e o alargamento da UE. Entre outros, este termo tem sido usado para descrever o tratamento discriminatório dos poloneses no Reino Unido, bem como contra Romanichals (ciganos) no Reino Unido ou indivíduos da África Ocidental que vivem na Itália. O termo também foi usado para descrever fenômenos mais antigos, como a discriminação contra o povo irlandês no Reino Unido.
Além disso, foi sugerido que este termo é semelhante e se sobrepõe ao antissemitismo histórico e moderno e à islamofobia. Outros grupos comumente afetados, além dos imigrantes, são refugiados, requerentes de asilo e outras pessoas deslocadas, embora alguns estudiosos pensem que o racismo contra esses grupos pode merecer um termo diferente. O conceito também tem sido utilizado na análise do racismo nos Estados Unidos.